# バーチャNBA
バーチャNBA (Virtua NBA) は、セガが制作したNBAを題材とした3Dバスケットボールゲーム。スパイクアウトやバーチャストライカーなどのアーケードゲームを手掛けたアミューズメントヴィジョンが開発を行った。初代NAOMI上で動作する。

## 概要
1999-2000シーズンのデータを基に制作されており、引退したマイケル・ジョーダンは登場しない。プレイオフは1勝で勝ち上がる方式でNBAファイナルに勝利しチャンピオンになると、オールNBAチームと対戦できる。バーチャストライカーと同様に、乱入対戦も可能である。